# IBU Cup
L'IBU Cup di biathlon è il circuito di secondo livello dell'IBU. Si svolge sulla falsa riga della Coppa del mondo di biathlon dalla stagione 1998-99. I campionati europei di biathlon sono inclusi nel calendario e ne costituiscono una tappa.

## La stagione
La stagione di IBU Cup dura da novembre-dicembre a marzo, con gare in una località diversa ogni settimana con interruzioni per alcune festività e un paio di settimane prima dei campionati europei di biathlon. Al 2023/24 la stagione comprende nove tappe. Ogni tappa ospita gare di più specialità differenti e sovente è proprio nel circuito cadetto che vengono testati nuovi format o modifiche a quelli classici.

## Sistema di punteggio
Come avviene nella Coppa del Mondo di Biathlon, per ogni gara, il primo posto vale 90 punti, il 2º posto – 75 punti, il 3º posto – 60 punti, il 4º posto – 50 punti, il quinto posto – 45 punti, il 6º posto – 40 punti, il 7° – 36 punti, 8° – 34 punti, 9° – 32 punti, 10° – 31 punti, per poi diminuire linearmente di un punto fino al 40º posto. Vince l'IBU Cup l'atleta che a fine stagione abbia più punti in tutte le gare individuali. Vengono stilate anche classifiche per ognuna delle specialità (Sprint, Inseguimento, Individuale, Mass Start) e per le gare a squadre. 

## Vincitori Classifica Generale
| Stagione | Vincitore                        | Secondo                       | Terzo                       |
| -------- | -------------------------------- | ----------------------------- | --------------------------- |
| 2008–09  | Christoph Knie (GER)             | Hans Martin Gjedrem (NOR)     | Carsten Pump (GER)          |
| 2009–10  | Daniel Graf (GER)                | Toni Lang (GER)               | Christoph Knie (GER)        |
| 2010–11  | Viktor Vasiliev (RUS)            | Florian Graf (GER)            | Martin Eng (NOR)            |
| 2011–12  | Benedikt Doll (GER)              | Michael Burtasov (RUS)        | Erik Lesser (GER)           |
| 2012–13  | Viktor Vasiliev (RUS)            | Daniel Böhm (GER)             | Benedikt Doll (GER)         |
| 2013–14  | Alexey Slepov (RUS)              | Timofej Lapšin (RUS)          | Benedikt Doll (GER)         |
| 2014–15  | Florian Graf (GER)               | Antonin Guigonnat (FRA)       | Johannes Kühn (GER)         |
| 2015–16  | Matvej Eliseev (RUS)             | Florian Graf (GER)            | Petr Pashchenko (RUS)       |
| 2016–17  | Aleksej Volkov (RUS)             | Aleksandr Loginov (RUS)       | Antonin Guigonnat (FRA)     |
| 2017–18  | Vetle Sjåstad Christiansen (NOR) | Fredrik Gjesbakk (NOR)        | Petr Pashchenko (RUS)       |
| 2018–19  | Anton Babikov (RUS)              | Lucas Fratzscher (GER)        | Aristide Bègue (FRA)        |
| 2019–20  | Lucas Fratzscher (GER)           | Endre Strømsheim (NOR)        | Kirill Streltsov (RUS)      |
| 2020–21  | Filip Fjeld Andersen (NOR)       | Philipp Nawrath (GER)         | Sivert Guttorm Bakken (NOR) |
| 2021–22  | Erlend Bjøntegaard (NOR)         | Håvard Gutubø Bogetveit (NOR) | Sverre Dahlen Aspenes (NOR) |
| 2022–23  | Endre Strømsheim (NOR)           | Lucas Fratzscher (GER)        | Vebjørn Sørum (NOR)         |
| 2023-24  |                                  |                               |                             |

## Vincitrici Classifica Generale
| Stagione | Vincitrice                 | Seconda                       | Terza                      |
| -------- | -------------------------- | ----------------------------- | -------------------------- |
| 2008–09  | Natal'ja Sokolova (RUS)    | Juliane Döll (GER)            | Romy Beer (GER)            |
| 2009–10  | Sabrina Buchholz (GER)     | Natal'ja Sokolova (RUS)       | Carolin Hennecke (GER)     |
| 2010–11  | Franziska Hildebrand (GER) | Nadine Horchler (GER)         | Ekaterina Šumilova (RUS)   |
| 2011–12  | Maren Hammerschmidt (GER)  | Marina Korovina (RUS)         | Juliane Döll (GER)         |
| 2012–13  | Anastasija Zagorujko (RUS) | Evi Sachenbacher-Stehle (GER) | Jori Mørkve (NOR)          |
| 2013–14  | Anastasija Zagorujko (RUS) | Valentina Nazarova (RUS)      | Nadine Horchler (GER)      |
| 2014–15  | Anna Nikulina (RUS)        | Karolin Horchler (GER)        | Olga Yakushova (RUS)       |
| 2015–16  | Nadine Horchler (GER)      | Svetlana Slepcova (RUS)       | Galina Nechkasova (RUS)    |
| 2016–17  | Daria Virolaynen (RUS)     | Anna Nikulina (RUS)           | Karolin Horchler (GER)     |
| 2017–18  | Karolin Horchler (GER)     | Chloé Chevalier (FRA)         | Nadine Horchler (GER)      |
| 2018–19  | Victoria Slivko (RUS)      | Nadine Horchler (GER)         | Ingela Andersson (SWE)     |
| 2019–20  | Elisabeth Högberg (SWE)    | Ekaterina Glazyrina (RUS)     | Anastasiia Porshneva (RUS) |
| 2020–21  | Vanessa Voigt (GER)        | Karoline Erdal (NOR)          | Emilie Kalkenberg (NOR)    |
| 2021–22  | Lou Jeanmonnot (FRA)       | Ragnhild Femsteinevik (NOR)   | Elisabeth Högberg (SWE)    |
| 2022–23  | Tildа Johansson (SWE)      | Gilonne Guigonnat (FRA)       | Paula Botet (FRA)          |
| 2023-24  |                            |                               |                            |